# I'm OK, you're OK
I'm OK, you're OK es el 126° episodio de la serie de televisión norteamericana Gilmore Girls, correspondiente a la sexta temporada.

## Resumen del episodio
Es el momento de las reconciliaciones: Doyle y Paris se amistan tras una breve discusión; Logan visita a Rory y le dice que siente mucho lo sucedido pero que la ama y en su mente él no la engañó porque creyó que habían terminado, entonces la chica lo perdona y vuelve a mudarse con él. Sin embargo, como Rory necesita un tiempo para sí, decide visitar a su madre a Stars Hollow, escondiéndose de Logan por dos días enteros, por lo que Logan comprueba que Rory no lo ha perdonado aún del todo.
Mientras tanto, Zach le comunica a la Sra. Kim que quiere casarse con su hija, entonces la señora le dice que primero debe componer un hit para lograr un contrato y poder casarse con Lane, y luego de mucho intentarlo consigue escribir una buena canción con la ayuda de su futura suegra. Además, él está viviendo de nuevo en su antigua casa con el otro integrante del grupo, Brian, pero Lane desea que luego de casarse vivan solo ellos dos juntos.
Por otra parte, Luke tiene que irse en un viaje de la escuela con April por unos días, y Lorelai no está muy contenta precisamente. Para colmo, cuando ella se entera de que Rory visitó la tienda de la mamá de April, Anna, se enoja con ella pues se supone que no deberían conocerla o tener contacto alguno con ella. 
Emily y Richard visitan a las chicas Gilmore y almuerzan con ellas en casa de Lorelai, allí descubren que su hija ha redecorado el lugar y también comprado un perro (aunque Lorelai les miente diciendo que consiguió al animal hace solo un día). Lorelai se escandaliza luego, cuando Kirk le informa que sus padres han estado buscando propiedades en Stars Hollow, de lo que deduce que desean mudarse para estar cerca de ella luego de que se case; esta idea no le gusta para nada. 

## Curiosidades
- En este episodio, Rory pide a su madre que borre la nueva dirección, dado que ha vuelto con Logan. Es un poco absurdo que Rory le diera la dirección de París a su madre como si esta no la tuviera, dado que ella ya había vivido allí y Lorelai la visitó entonces.
- En la escena con Zach y Brian, Lane sale de su casa por el otro lado.
- Los comentarios de Lorelai acerca de Lindsay Lohan resultaron proféticos.
- Luke le dice a Lorelai que April le llamó y es la primera vez que le llama, pero en el capítulo anterior ella llama para acordar la hora en que se verán pero como Luke no está deja el mensaje que con Caesar

- Datos: Q5906682